# Георг фон Ріттберг
Граф Георг Карл Герман Едмунд фон Ріттберг (нім. Georg Karl Hermann Edmund Graf von Rittberg; 30 травня 1898, Страсбург — 6 червня 1973, Крюн) — німецький воєначальник, генерал-лейтенант вермахту. Кавалер Лицарського хреста Залізного хреста з дубовим листям.

## Біографія
Учасник Першої світової війни. Після демобілізації армії залишений в рейхсвері, служив в артилерії. З 1 жовтня 1935 року — командир 3-го дивізіону 23-го артилерійського полку. З 1 квітня 1939 року — ад'ютант командувача військами в імперському протектораті Богемії і Моравії. З 10 травня 1940 року — командир 31-го, з 1 жовтня 1940 року — 131-го артилерійського полку. Учасник Французької кампанії і німецько-радянської війни. З 1 грудня 1942 року — начальник 23-го артилерійського командування. З 1 квітня 1943 року — командир 2-го гренадерського полку, з яким брав участь в боях біля Волхова. З 12 листопада 1943 року — командир 88-ї піхотної дивізії. Відзначився у боях в Черкаському котлі. 27 січня 1945 року взятий в полон радянськими військами в Радомі. 12 травня 1949 року військовим трибуналом засуджений до 25 років таборів. 9 жовтня 1955 року переданий владі ФРН і звільнений.

## Звання
- Фенріх (8 серпня 1914)
- Лейтенант без патенту (1 травня 1915) — 1 квітня 1920 року отримав патент від 1 вересня 1915 року.
- Оберлейтенант (31 липня 1925)
- Гауптман (1 травня 1931)
- Майор (1 березня 1936)
- Оберстлейтенант (1 квітня 1939)
- Оберст (17 грудня 1941)
- Генерал-майор (1 лютого 1944)
- Генерал-лейтенант (1 серпня 1944)

## Нагороди
- Залізний хрест
  - 2-го класу (червень 1915)
  - 1-го класу (жовтень 1917)
- Почесний хрест ветерана війни з мечами
- Німецька імперська відзнака за фізичну підготовку в бронзі
- Медаль «За вислугу років у Вермахті» 4-го, 3-го, 2-го і 1-го класу (25 років)
- Медаль «У пам'ять 13 березня 1938 року»
- Медаль «У пам'ять 1 жовтня 1938»
- Застібка до Залізного хреста
  - 2-го класу (17 травня 1940)
  - 1-го класу (28 травня 1940)
- Німецький хрест в золоті (29 січня 1942)
- Медаль «За зимову кампанію на Сході 1941/42» (20 липня 1942)
- Лицарський хрест Залізного хреста з дубовим листям
  - лицарський хрест (21 лютого 1944)
  - дубове листя (№610; 10 жовтня 1944)
- Двічі відзначений у Вермахтберіхт (18 липня і 19 серпня 1944)